# Nicolaas Corstanje

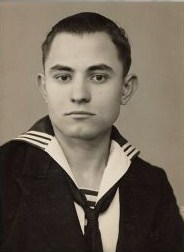
Nicolaas Corstanje

Nicolaas Corstanje (Goes, 10 februari 1919 - Den Haag, 28 oktober 1944) was een Nederlandse marineman en verzetsman.
Voor de oorlog had Niek Corstanje bij de Koninklijke Marine gediend, waar hij een vliegopleiding had gekregen. 
Tijdens de Tweede Wereldoorlog woonde hij in Den Haag, waar hij kantoorbediende was. Hij raakte betrokken bij het verzet, hetgeen leidde tot zijn arrestatie op 27 oktober 1944. Op 28 oktober 1944 werd de 25-jarige verzetsman op de Waalsdorpervlakte gefusilleerd. Als extra straf werd hij anoniem begraven. Na de oorlog kon hij niet geïdentificeerd worden zodat hij op begraafplaats Rusthof in Leusden begraven werd.
Tot 2013 werd vermoed dat Niek op de Waalsdorpervlakte was gefusilleerd, maar daar was geen bewijs van, zijn lichaam was nooit geïdentificeerd. Dit gebeurde pas in 2013, toen de Bergings- en Identificatiedienst van de Koninklijke Landmacht uit Soesterberg hem opgroef en het Nederlands Forensisch Instituut zijn DNA onderzocht. Het werd vergeleken met het DNA van zijn 88-jarige zus, waarna zijn identiteit vaststond.

## Onderscheidingen
- Verzetsherdenkingskruis